# مارك رادفورد
مارك رادفورد (بالإنجليزية: Mark Radford)‏ (20 ديسمبر 1968 في المملكة المتحدة - ) هو لاعب كرة قدم بريطاني في مركز الوسط. لعب مع كولتشستر يونايتد وبري تاون وويفنهو تاون ‏.